# スーパーセル (気象)

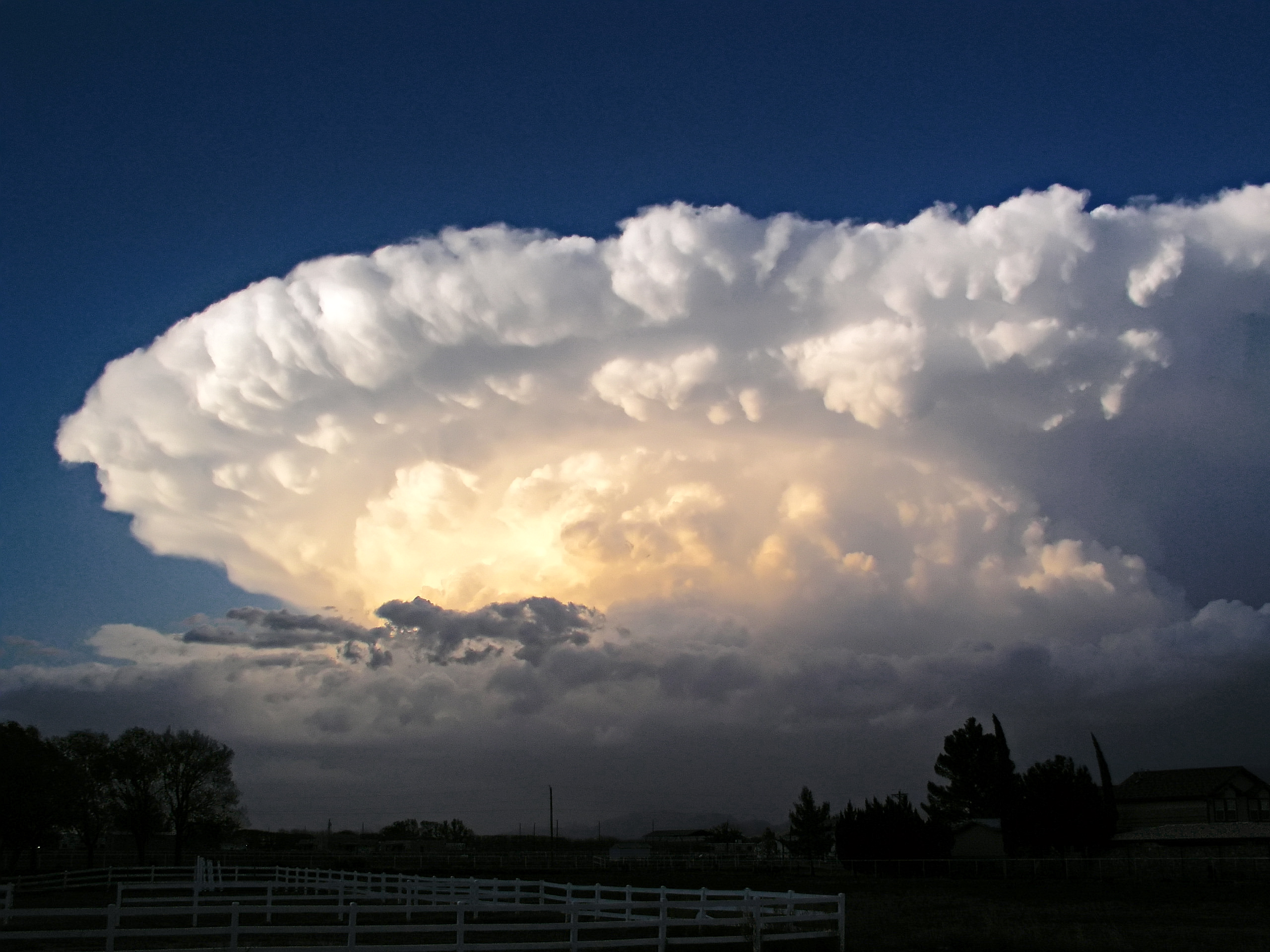
スーパーセルの写真。普通の雷雲の多くは同じような外観だが、スーパーセルは大規模な水平方向の回転があることから見分けられる。

スーパーセル（supercell）とは、回転する継続した上昇気流域（メソサイクロン）を伴った、単一セルで構成される、非常に激しい嵐（雷雲群）のこと。
マスメディアなどでは「超巨大積乱雲」と呼ばれる事もある。
メソ対流系（MCS）の一種で、単一の降水セルで構成されているにもかかわらず規模は大きく、非常に激しい荒天をもたらす。時に、雲頂高度が上空20 kmを上回る事もある。それは、上空で圏界面で横に広がるような雲になることが条件である。

## 概説
スーパーセルは、小さな単一セルから成長してできることもあれば複数のセル（マルチセル）が構成する一塊からできることもある。上昇気流域と下降気流域が分離しているため、持続時間が平均数時間と長く、"quasi-steady-state storms"（準定常状態の嵐）としても知られている。マルチセル・ラインからできる場合は、この長寿命の嵐が、一般風に従った向きから分裂に伴って方向転換をするところから始まる。水平方向の一般風に鉛直シアーがあるときに分裂しやすく、右側に逸れる"right-movers"（ライトムーバー）、左側に逸れる"left-movers"（レフトムーバー）に分裂する。このとき、ライトムーバーは下降気流が強まって弱体化する一方、レフトムーバーは上昇気流が強まってスーパーセルになる。
「スーパーセル」というのは大きさで定義されているわけではないので、その大きさはさまざまである。普通、水平規模は約10km〜100kmのオーダーである。特徴として大量の雹、激しい雨（集中豪雨）、強いダウンバースト、そして時に竜巻を発生させることが知られている。「メソサイクロン引き延ばし型」の竜巻の発生原因としては、最も古くから知られている。
スーパーセルは、条件が整えば世界中どこでも発生しうる。ある文献によれば、世界で最初にスーパーセルとして認知されたのは1962年、イギリスのウォーキンガムを襲った嵐でKeith BrowningとFrank Ludlamの2人の研究によって明らかにされた。世界で最もよくスーパーセルが発生するのはアメリカ合衆国のグレートプレーンズ地域だが、中緯度地域ではどこも比較的よく発生する。
2017年8月22日には愛知県の清須市や一宮市などの尾張北部で同様の現象が起き、大きな被害をもたらした。

## スーパーセルの構造
現在、スーパーセルのメカニズムを説明するモデルは、Leslie R. LemonとCharles A. Doswell IIIの論文"Severe Thunderstorm Evolution and Mesocyclone Structure as Related to Tornadogenesis"（竜巻の発生機構に関連した激しい雷雨の進化とメソサイクロンの構造）が有力視されている。
スーパーセルは、ウインドシアによって生じた水平渦度の偏りによって、自ら低気圧のように回転している。これは、強い上昇気流が、水平方向を軸に地面と直角の面を回転しているふつうの風を持ち上げ、鉛直方向を軸に地面と平行の面を回転するようにねじ曲げてしまうことで起きる。これはdeep rotating updraft、いわゆるメソサイクロン（mesocyclone）と呼ばれている。
キャップ（cap）またはキャッピング逆転層（capping inversion）というものが、一定の勢力を持つ上昇気流を発生させるのに必要である。キャップは、通常の温度成層（上空に行くほど冷たい空気層）の上に逆転層（上空に行くほど暖かい空気層）があり、かつ、暖かい地表の空気が上昇するのを防ぐ以下の条件のいずれか（または両方）に該当するときに発生する。
- キャップの下の空気が暖まる、あるいは湿度が高まる。
- キャップの上の空気が冷える。

この冷たい空気の下により暖かい・湿った空気が存在する状況は、次第に大気を不安定化させる（暖かい空気は密度が低く上昇しやすいため）。キャップが動いたり弱まったとしても、回転する風を生み出すセル（雲）の爆発的成長はまだ続く。
北米など北半球の中緯度地域では、ドップラーレーダーでスーパーセルを観測すると、南西側に小さな円形あるいはフック状の雲、北東側に大きく広がる雲が現れるという特徴がある。激しい雨が降るのは南西側であり、「（下降気流を起こしにくい）無降雨性上昇気流」や「（セルの成長を支える）メインの上昇気流」が突然終わったころに始まる。また、メインの上昇気流域の北側や北西側では、RFD（rear flank downdraft）という小規模の前線が激しい雨を降らせる。RFDは、レーダー画像上でメソサイクロンの発生を示すフックエコー（hook echo）をつくる。

### スーパーセルの特徴

スーパーセルの特徴。南東方向から見た断面図、北半球の場合。

上から見たスーパーセルの図。RFD：後部側面下降気流、FFD：前部側面下降気流、V：Vノッチ、U：メインの上昇気流、I：上昇気流と下降気流の境界域、H：フックエコー

オーバーシューティング・トップ（Overshooting top）
かなとこ雲の平らな頂上部分からドームのように突き出た雲。上昇気流が対流圏界面を突き抜けて起こる。地上からはほとんど見ることができない。
無降水域（Precipitation-free base）
北半球中緯度では、スーパーセルに限らずほとんどの低気圧が、中心部の南側では降水が少ない。メインの上昇気流の直下、あるいは周囲からスーパーセルの中心に向かって風が吹き込む中心が位置しているからである。この地域では、地上からは大粒の雹や雨が見えなくても、上空では上昇気流によってそれらが浮遊していることがある。
壁雲（Wall cloud）
上昇気流と下降気流の境界域の近くに存在し、無降水域と降水域の境界でもある。暖かい上昇気流が下降気流による雨で冷やされた空気に触れて形成される。湿度が高く気温差も大きいため、雲はできやすく、上昇気流によってすぐ消える。雲は下降気流によって降りていくような形をしている。壁雲はスーパーセルに限ったものではないが、一部は竜巻の前触れとされている。10分以上持続する壁雲があるとき、壁雲の回りに高速で移動する雲の断片や断片雲があって上下に激しく移動しているときなどは竜巻が発生する恐れが高いとされている。
乳房雲（Mammatus clouds）
泡あるいはこぶのような形が並んだ雲。積乱雲の中の冷たい空気が雲の下の暖かい空気に入り込むときにできることがある。朝焼けや夕焼けに照らされると明暗が分かれて鮮やかに見えるので特徴的である。スーパーセルに限ったものではないが、発達した積乱雲や雷雨のときに見られる雲である。
降水域（Precipitation area）
最も激しく雨が降る地域。無降水域と降水域のあいだにはアーチ雲や塔状雲ができることが多い。高降水型のスーパーセルではメインの上昇気流域でも降水域となることがある。
フランキングライン（Flanking line）
メインの上昇気流に引き寄せられた暖かい上昇気流に沿ってできる、積雲や積乱雲の列。

### レーダー観測でのスーパーセルの特徴

スーパーセルのレーダー反射図。

フックエコー（Hook echo）またはペンダント（Pendant）
メインの上昇気流域と後部側面下降気流（RFD）の合流する部分にできる。フックエコーはメソサイクロンのほぼ中心を示し、竜巻が発生する恐れが最も高い部分でもある。
境界エコー減衰部（Bounded weak echo region, BWER）
鉛直面を観測するレーダーでは、レーダーの反射が強い部分の直下に反射が弱い部分ができ、それらの境界が際立って見えることがある。これを境界エコー減衰部と呼び、非常に強い上昇気流が発生していることを示す。
流入ノッチ（Inflow notch）
セルに向かって風が流入する側面にできる、レーダー反射が弱いV字型の部分。
Vノッチ（V Notch）
強い上昇気流があり、上昇気流が分岐しようとしているときに見られる、V字型のエコー。下降気流の部分から遠い所に外側に向かって開いた形で現れる。
気象レーダーも参照。

## スーパーセルの種類
スーパーセルは気象学者やストームスポッター（storm spotter）らによって、3種類に分類されることがある。ただし、一生の間にパターンを変えるものや、どの種類にも当てはまらないようなものもある。低降水型や高降水型に当てはまらないものは「古典的（classic）スーパーセル」に分類される。ただ、すべてのスーパーセルは例外なく激しい気象現象をもたらす。

### 低降水型（LP）
上昇気流域から離れた部分に弱い降水（雨や雹）があるスーパーセル。メインの上昇気流域では雲の筋が明瞭、螺旋の形、雲がほとんどなく消えてしまったような外観などの特徴が分かることがあり、区別できる。
ドライラインに沿ってできることが多く、上空では水平方向に強いウインドシアができているにもかかわらず水蒸気が少ないため、雲ができにくくセルも成長しにくい。急速に消滅することが多いが、稀に湿度の高い気団と衝突すると高降水型へと変質することがある。
降水に関しても、雹を降らせることは少なく、降ってもその大きさはおおむね1インチ（=約2.5cm）未満の霰とされる。竜巻を発生させることはあっても弱いことが多い。積乱雲の中心部分から進行方向の先端部にかけて、弱い竜巻や漏斗雲が見られることがある。ただ、強いものが発生することもある。降水量が少ないため、竜巻が発生しているにもかかわらず、フックエコーなどの竜巻を示唆するレーダーエコーが得られないこともあるため、竜巻被害は侮れないとされる。そのため、ストームスポッターやストームチェーサー（storm chaser）などが行う、現地での竜巻探査が重要となる。
雷は比較的少ないが、地上に落雷するものより雲の中で放電する雲間放電が多いと考えられている。
北米では、春から夏にかけての数ヶ月間、アメリカのロッキー山脈からミシシッピ川にかけての諸州やカナダのアルバータ・サスカチュワン両州などで多く発生する。
日本やヨーロッパなどでも、スーパーセルとみられる雷雨が観測されているが、竜巻研究の影響で観測が強化されているアメリカに比べると、精密な観測例は少ない。

### 高降水型（HP）

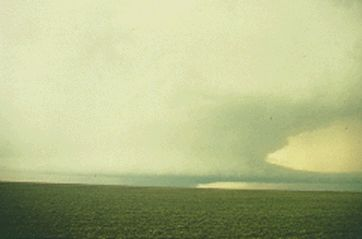
高降水型スーパーセル

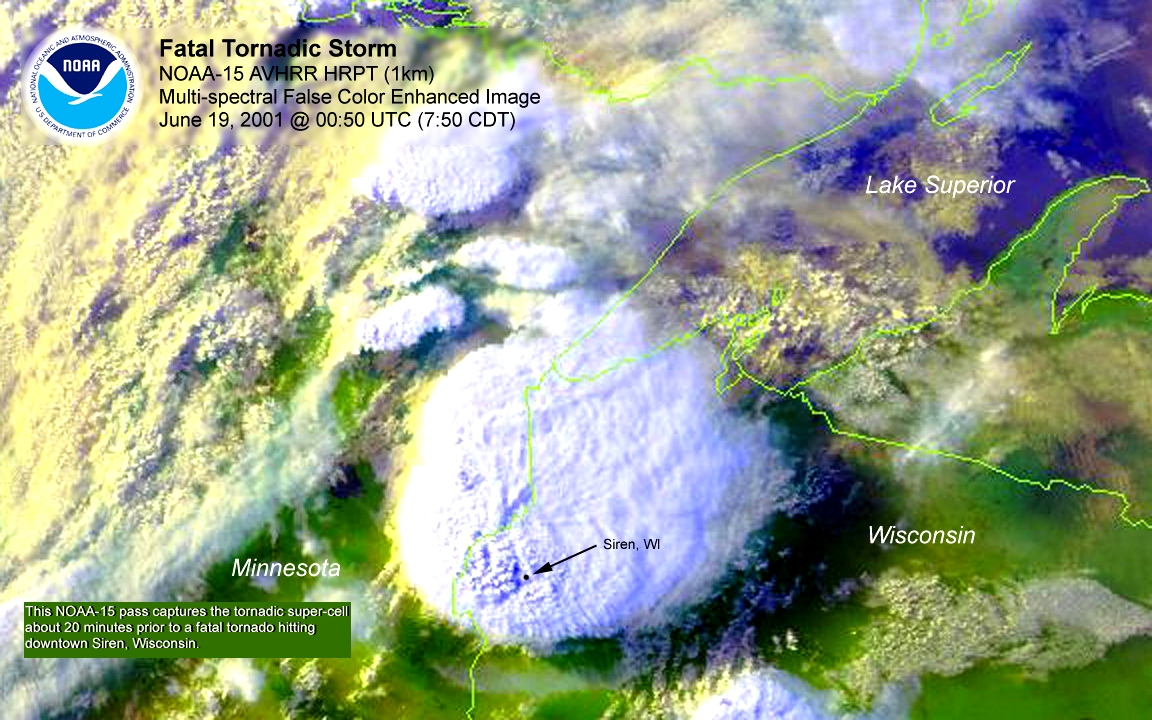
スーパーセルの衛星写真

メソサイクロンの中心部から周囲全体に降水域が広がっているスーパーセル。雨によって竜巻が見えにくくなるので特に危険だとされる。
大雨による洪水、ダウンバースト、弱い竜巻が多く発生する。また、時々強い竜巻を発生させることがある。雹による被害の危険性は他のタイプよりも高い。地上への落雷や雲間放電も他のタイプよりも多いとされている。
他のタイプとは異なり、激しい気象現象はセルの南東部で起こることが多い。
北米では、アメリカのミシシッピ川より東の諸州、カナダのオンタリオ・ケベック両州などで多く発生する。

## スーパーセルがもたらす激しい気象
スーパーセルは、アメリカなどでシビアウェザー（severe weather）と呼ばれている、以下の激しい気象現象を多く発生させる。
- 大量の雹・霰
- 被害級の強風・突風
- 深刻な被害をもたらしうる竜巻
- 洪水
- 被害級の落雷
- 激しい雨、集中豪雨

スーパーセルでは、激しい気象現象は上昇気流と下降気流の境界域で起こることが多い。古典的またはLP型ではそれに当たるセルの南西部で多く発生するが、HP型ではセルの前縁に当たる南東側でも多く発生する。
スーパーセルの被害としては竜巻によるものが最も象徴的で、強力なアウトフロー（流出気流）によって145km/h（キロメートル毎時、=約41m/s）以上の風が吹くこともしばしばであることからも分かる。ただ、他の被害も甚大であることに変わりはない。ダウンバーストは竜巻のような被害をもたらすことがあり、洪水は死者の大半を占める。
ただ、これら激しい気象現象はスーパーセルに限ったことではない。日本でも、スーパーセルとは呼ばれていない雷雨によって甚大な被害が発生した例が数多く存在する。